# Florence Tinguely Mattli

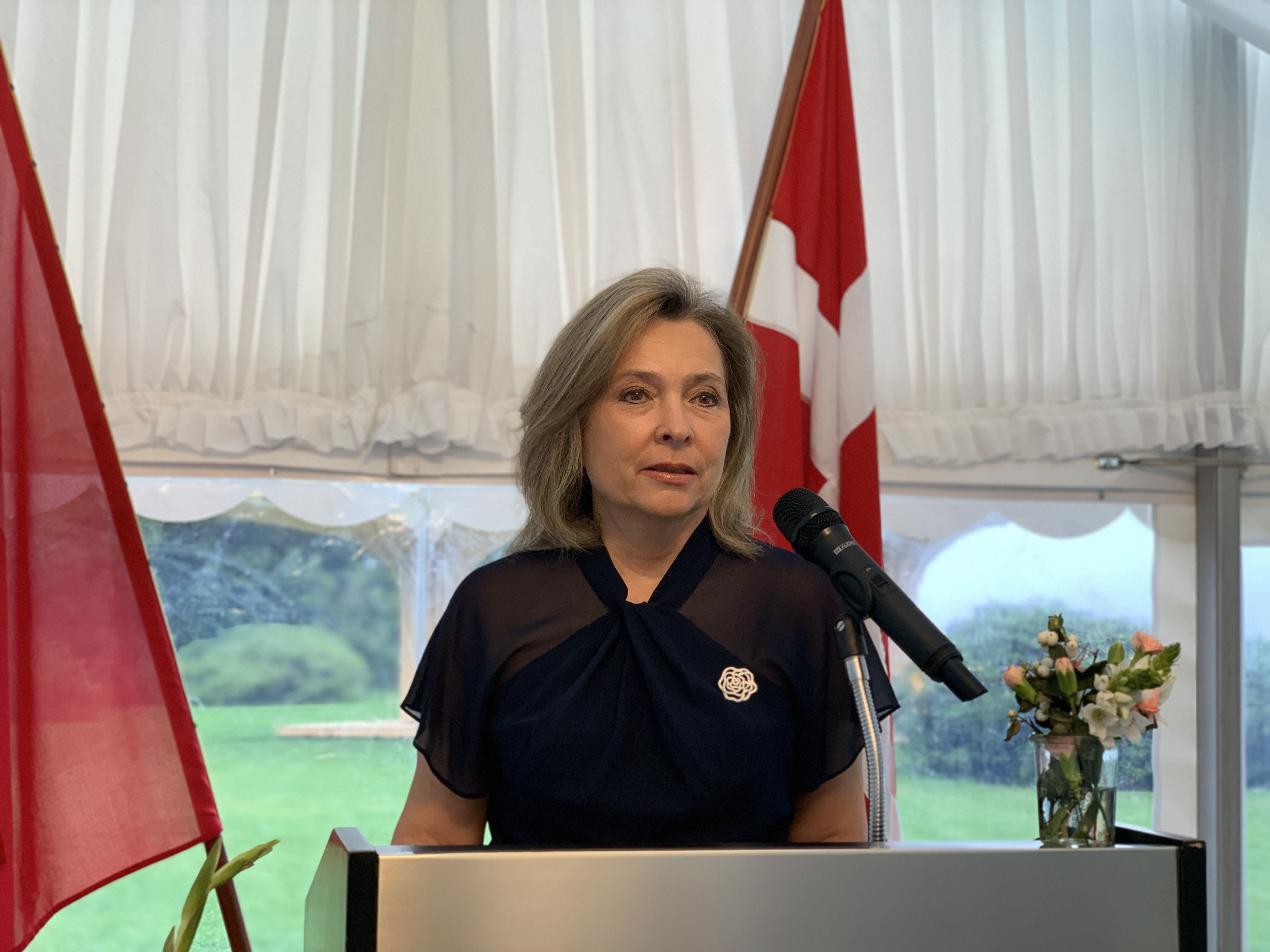
Botschafterin Florence Tinguely Mattli

Florence Tinguely Mattli ist eine Schweizer Diplomatin. Sie ist seit Dezember 2018 Botschafterin der Schweiz in Dänemark. Mit ihrem Ehemann Arthur Mattli, der als Diplomat in China, Indien und Kenia arbeitete, teilte sie sich bisher mehrere Stellen im Job Sharing.

## Werdegang
Tinguely Mattli absolvierte ein Studium der Wirtschaftswissenschaften mit einem Lizentiat (lic. ès sc. écon.).
Bis 2011 war Tinguely Mattli erste Mitarbeiterin des Schweizer Botschafters in Neu-Delhi. Diese Stelle trat sie, wie auch die folgende, gemeinsam mit ihrem Mann Arthur Mattli im Job Sharing an. Im August 2011 wurde sie zur Chefin der Abteilung Europa, Zentralasien, Europarat, OSZE (AEZEO) im Eidgenössischen Departement für auswärtige Angelegenheiten (EDA) ernannt. Für die Ausübung dieser Funktion verlieh ihr der Bundesrat den Titel einer «Botschafterin».
Am 13. November 2013 wurde Tinguely Mattli zur Botschafterin im Fürstentum Liechtenstein mit Sitz in Bern ernannt. Im Jahr darauf, am 17. Dezember 2014 wurde sie zur Botschafterin und Missionschefin in der Vereinigten Republik Tansania ernannt und zog nach Daressalam.
Vier Jahre später, am 14. Dezember 2018 wurde Florence Tinguely Mattli zur ausserordentlichen und bevollmächtigten Botschafterin im Königreich Dänemark akkreditiert, sie trat ihren Posten im September 2019 an. Die Schweizer Botschaft hat ihren Sitz in Hellerup, im Grossraum Kopenhagen.